# 裕泰
裕泰（1788年—1851年），字东岩，号馀山，他他拉氏（他塔喇氏），光绪珍妃祖父；满洲镶红旗桂龄佐领下人。官至湖广、闽浙、陕甘总督；卒于咸丰元年，諡庄毅。